# Maksim Marinin
Maksim Viktorovitj Marinin (ry:Максим Викторович Маринин), född 23 mars 1977 i Volgograd, konståkare från Ryssland.
Han tog guld i OS i Turin 2006 i paråkning, tillsammans med Tatiana Totmjanina.